# George A. Banker

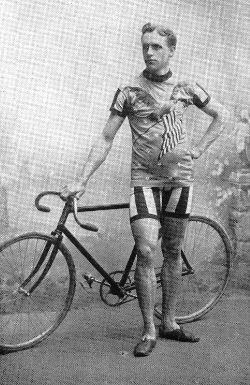
George Banker omstreeks 1896

George A. Banker (Pittsburgh, 8 augustus 1874 – aldaar, 1 december 1917) was een Amerikaans wielrenner.

## Carrière
Banker was de zoon van een industrieel. Bij het eerste wereldkampioenschap sprint voor professionals in 1895 behaalde hij de zilveren medaille. In 1898 werd hij wereldkampioen op ditzelfde onderdeel.
Verder schreef hij de Grand Prix vitesse de Paris (1894), de GP Antwerpen (1895) en de GP Roubaix (1895) op zijn naam. In 1895 en 1899 won hij de Derby van Oostenrijk.
Hij overleed op 43-jarige leeftijd als gevolg van een verkeersongeval.